# Municipio de Elizabeth (condado de Lawrence)
El municipio de Elizabeth (en inglés: Elizabeth Township) es un municipio ubicado en el condado de Lawrence en el estado estadounidense de Ohio. En el año 2010 tenía una población de 2969 habitantes y una densidad poblacional de 21,88 personas por km².

## Geografía
El municipio de Elizabeth se encuentra ubicado en las coordenadas 38°37′28″N 82°41′5″O / 38.62444, -82.68472. Según la Oficina del Censo de los Estados Unidos, el municipio tiene una superficie total de 135.69 km², de la cual 134,31 km² corresponden a tierra firme y (1,02 %) 1,39 km² es agua.

## Demografía
Según el censo de 2010, había 2969 personas residiendo en el municipio de Elizabeth. La densidad de población era de 21,88 hab./km². De los 2969 habitantes, el municipio de Elizabeth estaba compuesto por el 97,74 % blancos, el 0,47 % eran afroamericanos, el 0,27 % eran amerindios, el 0,37 % eran de otras razas y el 1,15 % eran de una mezcla de razas. Del total de la población el 1,25 % eran hispanos o latinos de cualquier raza.